# Faldtal
Faldtal er et udtryk for aktiviteten af hydrolytiske enzymer i mel og anvendes hyppigt i bageindustrien til kvalitetsbestemmelse af mel. Faldtallet bestemmes ved en faldtalsanalyse. Faldtalsanalysen er et viskometrisk assay, der involverer hurtig gelatinering af en melsuspension i vand ved nedsænkning i et kogende vandbad hvorefter viskositeten af den forklistrede stivelse bestemmes. Faldtalsanalysen er derfor et indirekte mål for aktiviteten af melets hydrolytiske enzymer, særligt α-amylase . Faldtallet er en af de vigtigste parametre til at bestemme bageegenskaberne af rugmel. 
Testen udføres instrumentelt, således at 7g mel med en vandprocent på 15 (eller en tilsvarende mængde med en anden vandprocent) opslæmmes i 25 mL vand i 2 sek. Herefter placeres røret med opslæmningen i et vandbad tilkoblet faldtalsmåleren. I nyere instrumenter starter en motor omrøringen efter 5 sek. i vandbadet og fortsætter i yderligere 55 sek. Herefter frigøres spindlen fra sin øverste position og falder gennem den gelatinerede suspension. Den tid spindlen tager om at falde til bunden af røret registreres i sekunder og repræsenterer faldtallet. Stigende niveauer af α-amylase resulterer i et lavere faldtal. 

## Parametre der påvirker melets faldtal
Mel indeholder en række aktive enzymer der påvirker melets bageegenskaber og faldtal, heraf er det vigtigste α-amylase, som forekommer i alle cerealier. I modne kerner er α-amylaseaktiviteten minimal, mens den øges brat under spiring, hvilket resulterer i omfattende stivelsesnedbrydning under bagningsprocessen og et lavere faldtal. Ufordelagtige forhold ved høst eller under opbevaring af kornet, såsom høj fugtighed og temperatur, favoriserer for tidlig spiring.
I relation til faldtal er det vigtigste enzym α-amylase. Enzymet er endo-virkende og hydrolyserer α-1,4-glykosidbindinger (stivelse, glykogen mf.) og frigiver oligomerer på 6 -7 glukoseenheder. Når stivelsen gelantiniserer, svulmer stivelseskornene op og danner store forgrenede netværk, der ”fanger” vand og solutter i sit matrix. Disse netværk skal kun ”klippes” få steder før stivelseskæderne begynder at aggregere og netværket kollapser, derfor kan selv små mængder enzym resultere i en stor reduktion af viskositeten. Dette afspejles i et inverst forhold mellem α-amylaseaktivitet og faldtal . α-amylaseaktiviteten er højest under bagningen, når stivelsen er forklistret og temperaturen er omkring 70 °C. α-amylaseaktiviteten er meget lav ved temperaturer under 60 °C, se tabellerne herunder.
| Parameter               | α-amylase | β-amylase |
| Optimumstemperatur      | 65-70 °C  | 55 °C     |
| Inaktiveringstemperatur | 80 °C     | 65-70 °C  |
| pH-optimum              | 6,0-6,8   | 4,9-5,1   |
| pH-inaktivering         | <4,1      | <3,0      |

Foruden α-amylaseaktivitet påvirkes faldtallet i mel (særligt rugmel) af pentosaner og pentosanaseaktiviteten. Pentosanerne danner desuden en beskyttende hinde omkring de opsvulmede stivelseskorn hvilket reducerer α-amylasens evne til at binde til sit substrat. Pentosanaseaktivitet påvirker faldtallet på samme måde som α-amylaseaktivitet, ved at klippe de forgrenede netværk i stykker. Derfor kan faldtallet i mel svinge afhængigt af koncentrationen af pentosaner og pentosanaser, på trods af en konstant α-amylaseaktivitet .    
Foruden aktiviteten af hydrolytiske enzymer påvirkes faldtallet også af størrelsen på stivelseskornene. Størrelsen påvirker hastigheden hvormed forklistringen forløber: store stivelseskorn forklistrer tidligere end små, hvilket eksponerer dem for enzymatisk nedbrydning i længere tid og faldtallet bliver lavere. Faldtallet for mel af bagekvalitet ligger typisk på 130-180 sek. for rug og 250-350 for hvedemel. 